# Gonzalo Luna
Gonzalo Luna (Sevilla, 1966) es un exfutbolista español nacido en el barrio sevillano de Triana en 1966. Se desempeñaba en la posición de defensa central. 

## Carrera Deportiva
Debutó en Primera División en 1985 defendiendo los colores del Sevilla F.C, equipo en el cual se había formado y en el que dio sus primeros pasos en las temporadas 1985-86 y 1986-87. No dispuso de demasiadas oportunidades en el Sevilla y en 1987 fichó por el filial del Atlético de Madrid con el cual jugó en 2º División B las temporadas 1987-88 y 1988-89 regresando a Andalucía para jugar en el C.D Málaga entre 1989 y 1993. En el verano de 1993 le llegó la oportunidad de volver a jugar en la Primera División al fichar por el Valencia C.F, entidad en la que se mantuvo entre 1993 y 1998. Al final de la temporada 1997-98 se retiró

## Clubes
- 1985-1987 Sevilla Fútbol Club
- 1987-1989 Atlético de Madrid ´´B´´
- 1989-1993 Málaga Club de Fútbol
- 1993-1998 Valencia Club de Fútbol

- Datos: Q5883036